# اونگلیون: ۳٫۰+۱٫۰ سه بار در یک زمان
اونگلیون: ۳٫۰+۱٫۰ سه بار در یک زمان (シン・エヴァンゲリオン劇場版 𝄇 Shin Evangerion Gekijōban) یک انیمه علمی تخیلی ژاپنی ساخته سال ۲۰۲۱ میلادی، به نویسندگی و کارگردانی هیدئاکی آنو بود. این چهارمین آخرین فیلم از مجموعه فیلم‌های، بازسازی اونگلیون و بخشی از مجموعه نئون جنسیس اونگلیون بود.
پس از یک توسعه طولانی و تاخیرهای متعدد، در ۸ مارس ۲۰۲۱ اکران شد، با نقدهای مثبت و تبدیل به پردرآمدترین فیلم این مجموعه شد. در ۱۳ آگوست همان سال از طریق سرویس پخش ویدیوی آمازون پرایم به صورت بین‌المللی منتشر شد.

## صداپیشه‌ها
| شخصیت                   | ژاپنی                                          | انگلیسی       |
| ----------------------- | ---------------------------------------------- | ------------- |
| شینجی ایکاری            | مگومی اوگاتا {{سخ}} ریونوسوکه کامیکی (بزرگسال) | اسپایک اسپنسر |
| میساتو کاتسوراگی        | کوتونو میتسویشی                                | آلیسون کیث    |
| جندو ایکاری             | فومیهیکو تاچیکی                                | جان سوسی      |
| آسوکا لنگلی شیکینامی    | یوکو میامورا                                   | تیفانی گرانت  |
| ساکورا سوزوهارا         | میوکی ساواشیرو                                 | فلسیا آنجل    |
| ری ایانامی              | مگومی هایاشی‌بارا                               | آماندا وین لی |
| ماری ایلوستروس ماکینامی | مایا ساکاموتو                                  | دنین ملودی    |
| ریتسوکو آکاگی           | یوریکو یاماگوچی                                | ماری فابر     |
| کاورو ناگیسا            | آکیرا ایشیدا                                   | دامن میلز     |
| توجی سوزهارا            | توموکازو سکی                                   | برت ویور      |
| کنسوکه آیدا             | تتسویا ایواناگا                                | الخاندرو ساب  |
| هیکاری سوزوهارا         | جونکو ایوائو                                   | کیمبرلی یتس   |
| مایا ایبوکی             | میکی ناگاساوا                                  | امی سیلی      |
| کوزو فویوتسوکی          | موتومو کیوکاوا                                 | مایکل راس     |
| ریوجی کاجی              | کوئیچی یامادرا                                 | شان بورگوس    |
| میدوری کیتاکامی         | ماریا ایسه                                     | بیجو وان      |
| شیگرو آئوبا             | تاکههیتو کویاسو                                | جکسون لی      |
| ماکوتو هیوگا            | هیرو یوکی                                      | جو فریا       |
| یوی ایکاری              | مگومی هایاشیبارا                               | آماندا وین لی |
| ریوجی کاجی (پسر) [*]    | کوکی اوچیاما                                   |               |
| کوجی تاکائو             | آکیو اوتسوکا                                   | جیک ابرل      |
| هیدکی تاما              | آنری کاتسو                                     | اسکات گلدن    |
| سومیره ناگارا           | سایاکا اوهارا                                  | ربکا توماس    |

^  شخصیت جدید

## یادداشت
1. ↑  Bar line is used in musical notation to indicate ending, or a repetition.